# Paulo César Saraceni
Paulo César Saraceni (Rio de Janeiro, 5 de novembro de 1932 – 14 de abril de 2012) foi um roteirista, produtor de cinema, ator e cineasta brasileiro. Pai de João Paulo Saraceni e avô de Amora Farah Saraceni.

## Carreira
De ascendência patrilinear italiana, foi um dos mentores do movimento Cinema Novo, ao lado de Glauber Rocha e Nelson Pereira dos Santos, entre outros.
Nos anos 1950, foi crítico de cinema e assistente de direção teatral. Começou a dirigir curta-metragens em 1957. Estudou no Centro Experimental de Cinema, em Roma. O Festival do Rio BR 2000 apresentou uma retrospectiva de sua obra e em 2001 Saraceni realizou três filmes para a televisão italiana RAI: Fórum Mundial de Porto Alegre, Movimento dos sem-terra e Garrincha.
Foi internado em outubro de 2011 após sofrer um acidente vascular cerebral, morrendo em abril de 2012 em decorrência de falência múltipla dos órgãos.

## Filmografia

No filme “Amor, Carnaval e Sonhos”.

- 2011 - O Gerente - direção e roteiro
- 2003 - Banda de Ipanema - Folia de Albino — direção e roteiro
- 2003 - O General — interpretação
- 1998 - O Viajante — direção e roteiro
- 1996 - Bahia de todos os sambas — direção
- 1988 - Natal da Portela — direção, interpretação
- 1983 - Quadro a quadro, Newton Cavalcanti
- 1981 - Ao sul do meu corpo — direção e roteiro
- 1977 - Anchieta, José do Brasil — direção, produção e roteiro
- 1972 - Amor, Carnaval e Sonhos — direção, interpretação e roteiro
- 1970 - A Casa Assassinada — direção, produção e roteiro
- 1967 - Capitu — direção, produção e roteiro
- 1965 - O desafio — direção, produção e roteiro
- 1964 - Integração racial — direção
- 1962 - Porto das Caixas — direção e roteiro
- 1960 - Arraial do Cabo (curta-metragem) — direção
- 1957 - Caminhos (curta-metragem)

## Premiações
- Candango de Melhor Filme, no Festival de Brasília, por A Casa Assassinada (1970).
- Candango de Melhor Diretor, no Festival de Brasília, por A Casa Assassinada (1970).
- Prêmio Especial do Júri, no Festival de Brasília, por O Viajante (1998).
- Candango de Melhor Roteiro, no Festival de Brasília, por Capitu (1967).
- Prêmio Especial do Júri, no Festival de Cinema Brasileiro de Miami, por O Viajante (1998).
- Prêmio FIPRESCI, no Festival de Moscou, por O Viajante (1998).